# Gardaia (província)
Gardaia é uma província da Argélia, com capital de mesmo nome. Possui 13 comunas e 363598 habitantes (Censo 2008).
Situa-se bem ao centro da Argélia e possui vários oásis. A partir do século IX foi refúgio de diversos povos, dentre eles os berberes, uaabitas e árabes.
Neste vilaiete se situa o Vale de M'Zab, considerado pela UNESCO um patrimônio da humanidade.